# Ligny-sur-Canche
Pour les articles homonymes, voir Ligny et Canche.
Ligny-sur-Canche est une commune française située dans le département du Pas-de-Calais en région Hauts-de-France.
La commune fait partie de la communauté de communes du Ternois qui regroupe 103 communes et compte 37 469 habitants en 2021.

## Géographie

### Localisation
Localisée dans le sud du département du Pas-de-Calais, Ligny-sur-Canche est une commune de la vallée de la Canche limitrophe, au sud-est, de la commune de Frévent et située, à vol d'oiseau, à 11 km au sud-ouest de la commune de Saint-Pol-sur-Ternoise (aire d'attraction) et à 36 km à l'ouest de la commune d’Arras (chef-lieu d'arrondissement et préfecture du Pas-de-Calais).
Le territoire de la commune est limitrophe de ceux de cinq communes.
Les communes limitrophes sont Nuncq-Hautecôte, Bonnières, Boubers-sur-Canche, Fortel-en-Artois et Frévent.

### Géologie et relief
La superficie de la commune est de 7,17 km2 ; son altitude varie de 57  à   138 m.

### Hydrographie

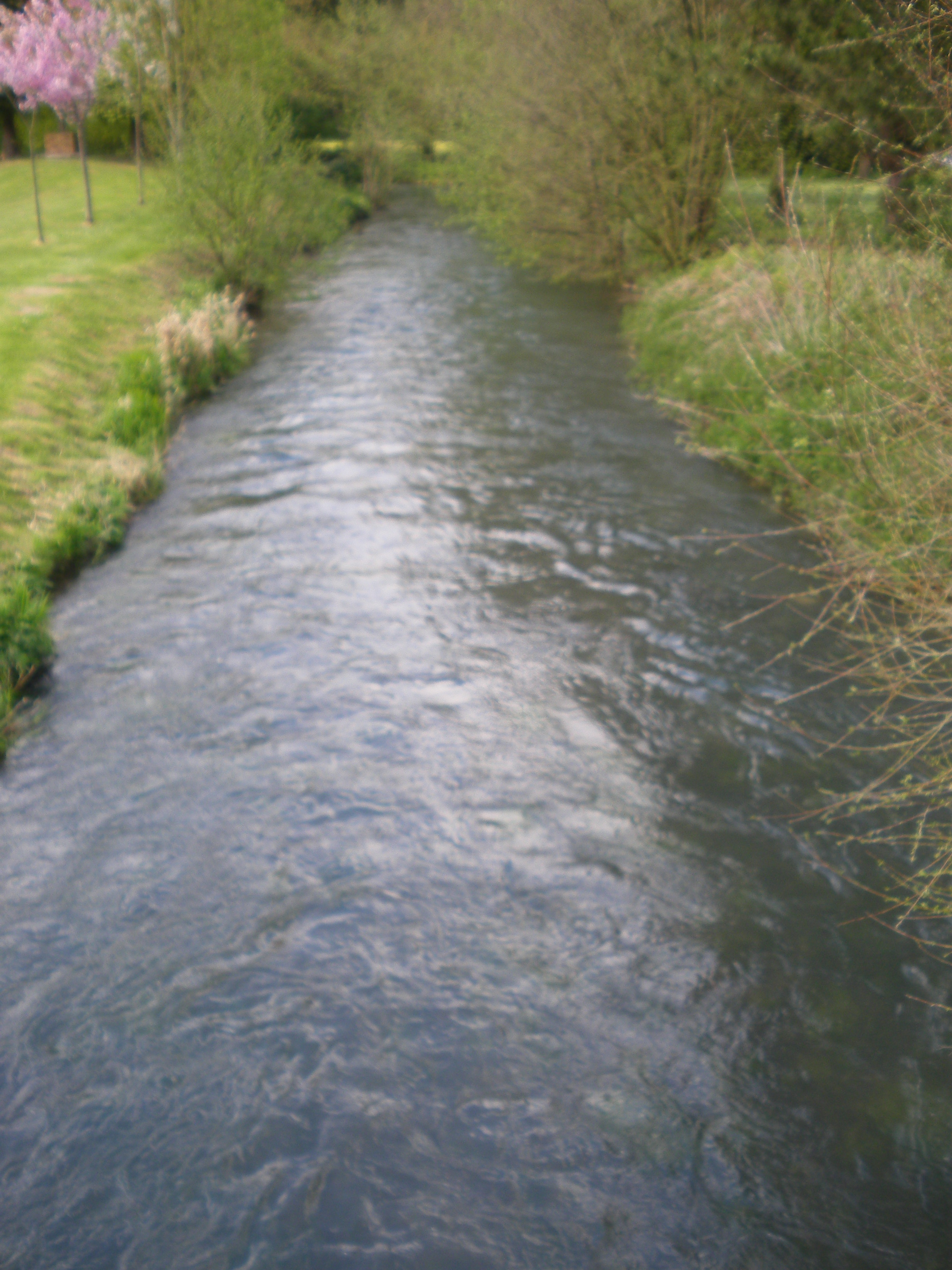
La Canche à Ligny-sur-Canche.

Le territoire de la commune est situé dans le bassin Artois-Picardie.
La commune est traversée par la Canche, un cours d'eau naturel de 100,22 km, qui prend sa source dans la commune de Gouy-en-Ternois et se jette dans la Manche entre Étaples et Le Touquet-Paris-Plage.

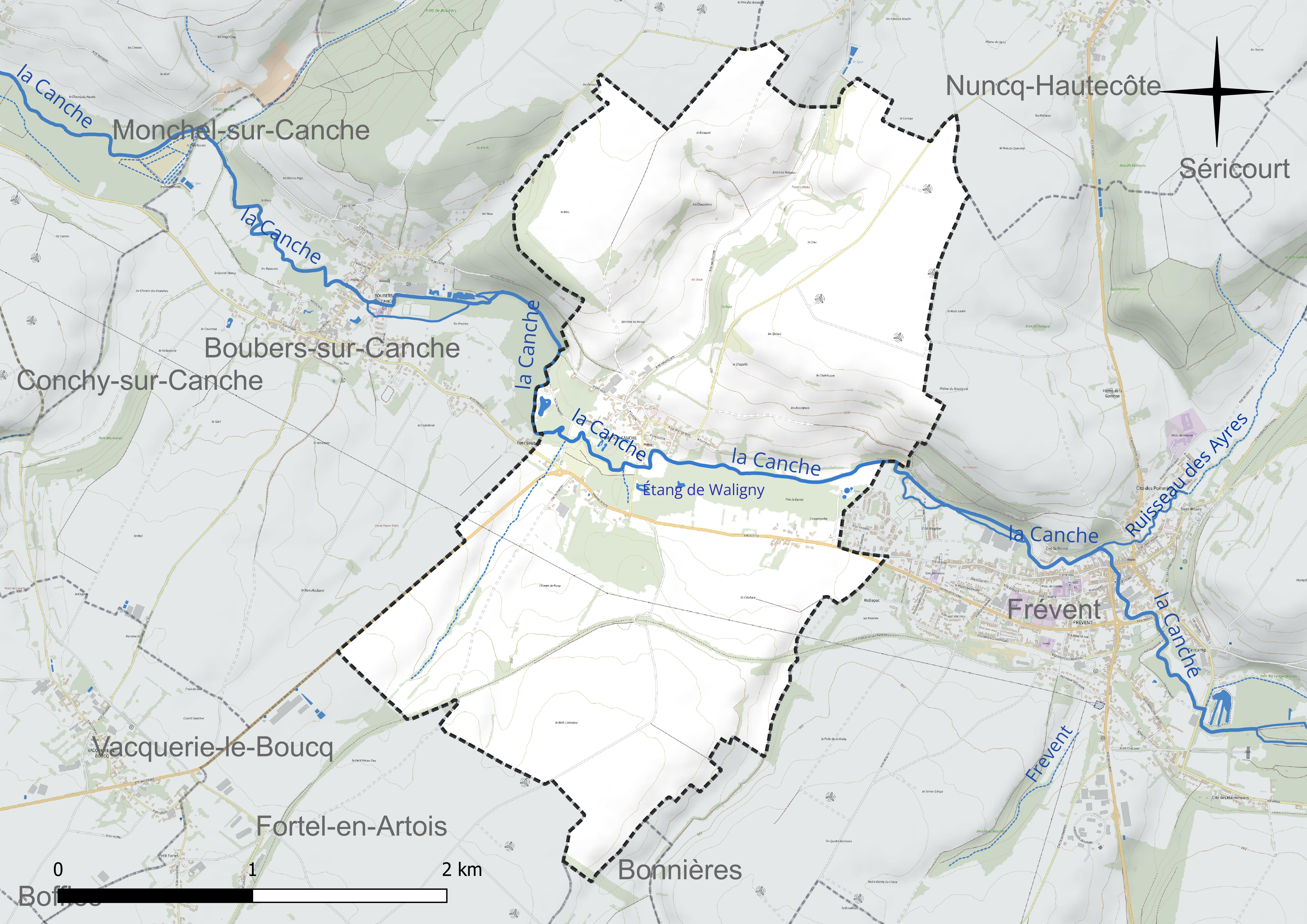
Réseau hydrographique de Ligny-sur-Canche.

### Climat
Pour des articles plus généraux, voir Climat des Hauts-de-France et Climat du Pas-de-Calais.
En 2010, le climat de la commune est de type climat océanique dégradé des plaines du Centre et du Nord, selon une étude du CNRS s'appuyant sur une série de données couvrant la période 1971-2000. En 2020, Météo-France publie une typologie des climats de la France métropolitaine dans laquelle la commune est exposée à un climat océanique et est dans la région climatique Côtes de la Manche orientale, caractérisée par un faible ensoleillement (1 550 h/an) ; forte humidité de l’air (plus de 20 h/jour avec humidité relative > 80 % en hiver), vents forts fréquents.
Pour la période 1971-2000, la température annuelle moyenne est de 10,2 °C, avec une amplitude thermique annuelle de 13,7 °C. Le cumul annuel moyen de précipitations est de 840 mm, avec 12,2 jours de précipitations en janvier et 8,9 jours en juillet. Pour la période 1991-2020, la température moyenne annuelle observée sur la station météorologique la plus proche, située sur la commune de Humières à 12 km à vol d'oiseau, est de 10,9 °C et le cumul annuel moyen de précipitations est de 856,9 mm,. Pour l'avenir, les paramètres climatiques de la commune estimés pour 2050 selon différents scénarios d'émission de gaz à effet de serre sont consultables sur un site dédié publié par Météo-France en novembre 2022.

### Paysages
Pour un article plus général, voir Paysage en France.
La commune s'inscrit dans les « paysages du Ternois » tels qu’ils sont définis dans l’atlas de paysages de la région Nord-Pas-de-Calais, conçu par la direction régionale de l'Environnement, de l'Aménagement et du Logement (DREAL),.
Ces paysages, qui concernent 138 communes avec trois pôles d’attraction que sont Hesdin à l'ouest, Saint-Pol-sur-Ternoise à l’est et, dans une moindre mesure, Frévent en lisière sud, sont délimités par deux cours d’eau : la Canche au Sud et la Ternoise au Nord. Ces paysages sont composés de plateaux, de vallées et de bocages. Les plateaux du Ternois montrent une structure tabulaire assez plane et une altitude assez régulière avec des points culminants entre 150  à   160 m.
Le territoire d’une vingtaine de kilomètres du Nord au Sud et d’Est en Ouest, est traversé par la D 939 reliant Saint-Pol-sur-Ternoise à Hesdin, par la D 912 entre Saint-Pol-sur-Ternoise et Frévent et par la ligne ferroviaire de Saint-Pol-sur-Ternoise à Étaples dans la vallée de la Canche. La position excentrée, en l’absence de grands axes autoroutiers ou ferrés structurants, a permis au Ternois de conserver un caractère rural et une certaine qualité de paysage.
Au niveau de l’occupation des sols, les surfaces cultivées sont omniprésentes sur les plateaux, avec majoritairement la culture de la betterave et de la pomme de terre, et représentent près de 72 % de la surface totale de ces paysages du Ternois, les espaces artificialisés, cantonnés dans les fonds de vallée, représentent 13 % et les surfaces boisées, présentes dans les deux principales vallées de la Ternoise et de la Canche, ne représentent que 6 %.

### Milieux naturels et biodiversité
La position de la commune et ses zones humides lui donnent une importance et des responsabilités au regard de la trame bleue dans le réseau écologique régional.
Les étangs de « Waligny » sont à ce titre suivis par le  schéma directeur d'aménagement et de gestion des eaux (SDAGE), pour restaurer, protéger et gérer des zones naturelles de dépollution des eaux de surface, et des noyaux de biodiversité faisant l'objet d'inventaires faunistique et floristique des milieux terrestres et aquatiques.
La vallée de la canche est un corridor biologique d'importance régionale et nationale, et notamment un couloir de migration des oiseaux et une zone de remontée de l'anguille d'Europe, espèce aujourd'hui menacée (sur liste rouge).

#### Espaces protégés et gérés
La protection réglementaire est le mode d’intervention le plus fort pour préserver des espaces naturels remarquables et leur biodiversité associée.
Dans ce cadre, le territoire de la commune fait partie de deux espaces protégés : 
- le marais de Boubers d’une superficie de 17,047 ha. Terrain géré (location, convention de gestion) par le Conservatoire d'espaces naturels des Hauts-de-France[15] ;
- l'étang de Waligny d’une superficie de 8,781 ha. Terrain géré (location, convention de gestion) par le Conservatoire d'espaces naturels des Hauts-de-France[16].

#### Zones naturelles d'intérêt écologique, faunistique et floristique
L’inventaire des zones naturelles d'intérêt écologique, faunistique et floristique (ZNIEFF) a pour objectif de réaliser une couverture des zones les plus intéressantes sur le plan écologique, essentiellement dans la perspective d’améliorer la connaissance du patrimoine naturel national et de fournir aux différents décideurs un outil d’aide à la prise en compte de l’environnement dans l’aménagement du territoire.
Le territoire communal comprend une ZNIEFF de type 1 : la haute vallée de la Canche en amont de Conchy-sur-Canche. Cette ZNIEFF correspond à la moyenne et à la haute vallée de la Canche, de l’amont de la commune de Conchy-sur-Canche jusqu’aux sources, au niveau de Magnicourt-sur-Canche.
et une ZNIEFF de type 2 : la haute vallée de la Canche et ses versants en amont de Sainte-Austreberthe qui se situe dans le pays du Ternois. Elle offre un relief de coteau abrupt au Nord et des pentes douces au Sud. Le fond de vallée est constitué de pâturages et de zones de cultures. Les versants les plus pentus et inaccessibles accueillent des boisements.

Carte des ZNIEFF de type 1 et 2 sur la commune
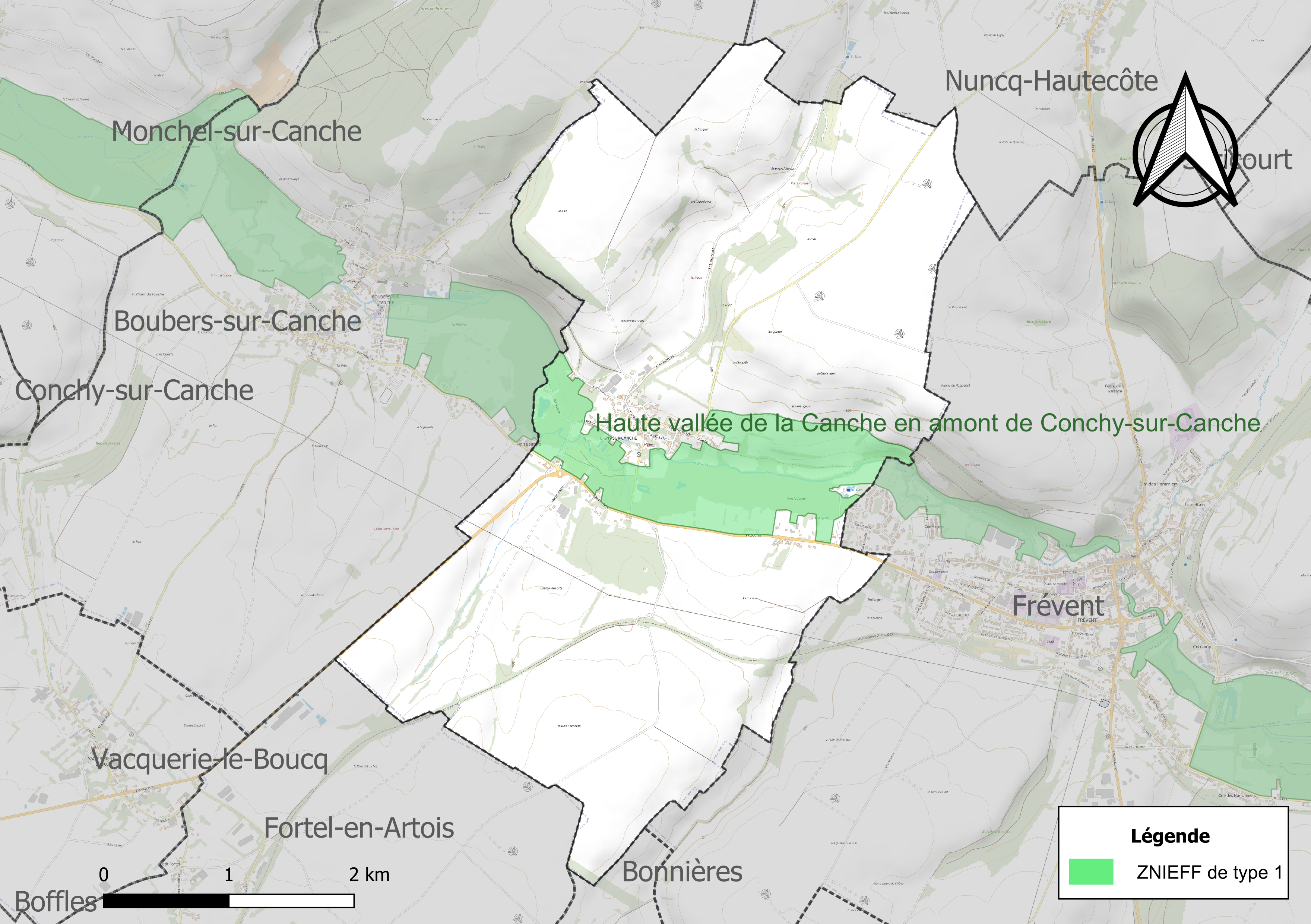
Carte de la ZNIEFF de type 1 sur la commune.
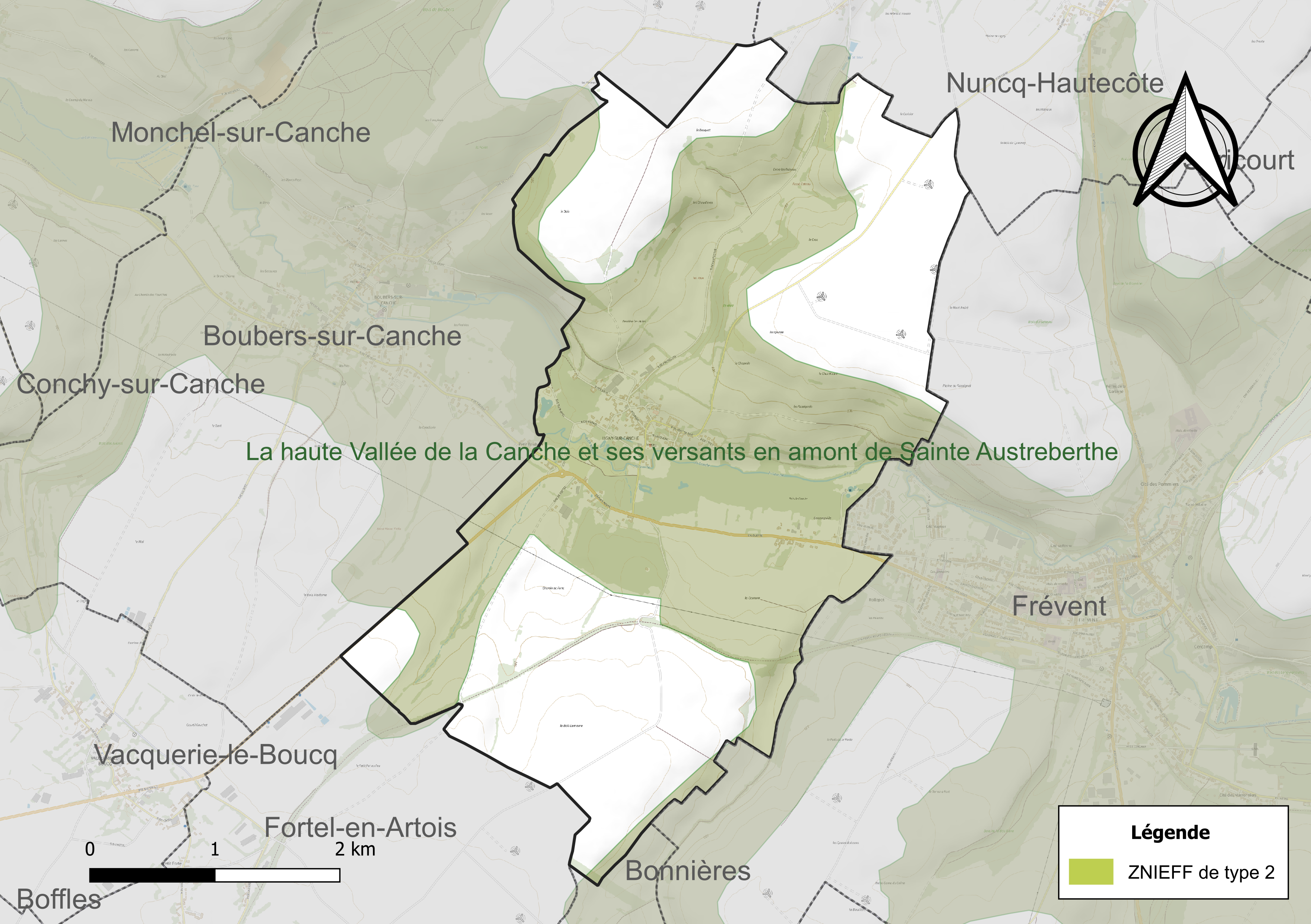
Carte de la ZNIEFF de type 2 sur la commune.

#### Espèces faunistiques et floristiques
L’Inventaire national du patrimoine naturel (INPN) recense plusieurs espèces faunistiques et floristiques sur le territoire de la commune dont certaines sont protégées et d’autres menacées et quasi-menacées.

## Urbanisme

### Typologie
Au 1er janvier 2024, Ligny-sur-Canche est catégorisée commune rurale à habitat dispersé, selon la nouvelle grille communale de densité à sept niveaux définie par l'Insee en 2022.
Elle est située hors unité urbaine. Par ailleurs la commune fait partie de l'aire d'attraction de Saint-Pol-sur-Ternoise, dont elle est une commune de la couronne,. Cette aire, qui regroupe 72 communes, est catégorisée dans les aires de moins de 50 000 habitants,.

### Occupation des sols
L'occupation des sols de la commune, telle qu'elle ressort de la base de données européenne d’occupation biophysique des sols Corine Land Cover (CLC), est marquée par l'importance des territoires agricoles (87,9 % en 2018), en diminution par rapport à 1990 (92,2 %). La répartition détaillée en 2018 est la suivante : 
terres arables (67,2 %), prairies (20,6 %), forêts (8,3 %), zones urbanisées (3,8 %). L'évolution de l’occupation des sols de la commune et de ses infrastructures peut être observée sur les différentes représentations cartographiques du territoire : la carte de Cassini (XVIIIe siècle), la carte d'état-major (1820-1866) et les cartes ou photos aériennes de l'IGN pour la période actuelle (1950 à aujourd'hui).

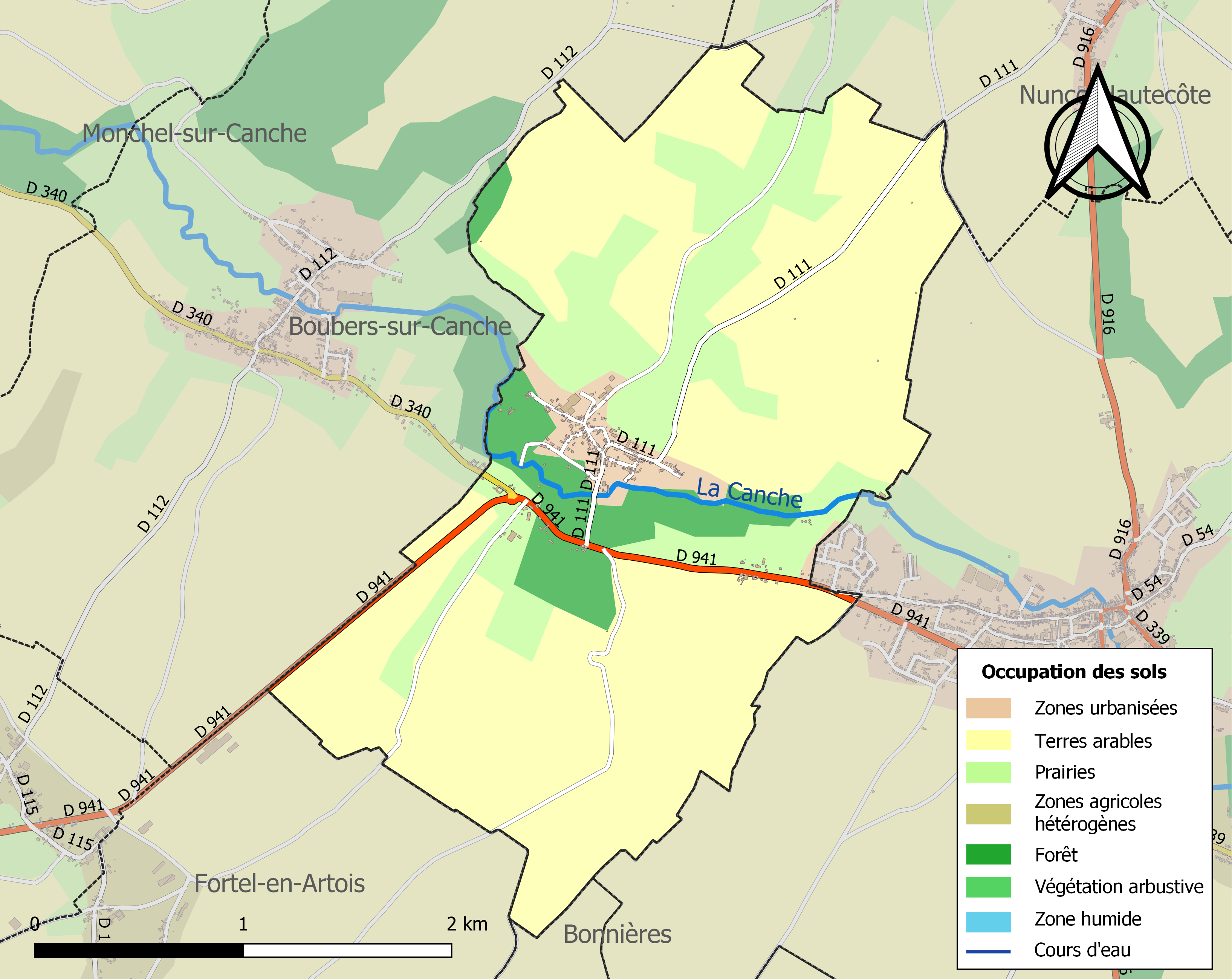
Carte des infrastructures et de l'occupation des sols de la commune en 2018 (CLC).

### Énergie
Quatre éoliennes ont été édifiées en 2014 et contribuent partiellement au budget communal.

## Toponymie
Le nom de la localité est attesté sous les formes Linigeium (1104) ; Leigniacum (1197) ; Ligniacum (1225) ; Ligniacum super Quantiam (1227) ; Laigni (1258) ; Legniacum (1258) ; Leigni (1296) ; Legni, Leingni (1296) ; Legny (1354).
La Canche est le fleuve côtier de la  commune située sur le versant nord de sa vallée.

## Histoire

### Préhistoire
Entouré de forêt, le site de Ligny-sur-Canche était habité à l'époque néolithique comme le prouve la présence d’un tumulus (sépulture datant généralement de 600 à 300 ans av. J.-C.).

### Antiquité
Ligny était habité à l’époque gallo-romaine.

### Moyen Âge

#### Haut Moyen Âge
Ligny-sur-Canche (Ligniacum signifiant « le bois » en latin) est ensuite occupé à la période mérovingienne. En 1990, des archéologues ont découvert neuf tombes au lieu-dit « les Quinze parcelles ». Des armes et autres objets datés des VIe-VIIe siècles y ont été retrouvés dont un certain nombre se trouvent aujourd’hui au musée Ducatel à Frévent.
Ligny-sur-Canche devient un lieu de passage stratégique aux Xe-VIIe siècles, puisqu’une motte castrale (les premiers châteaux) est édifiée le long de la Canche pour surveiller le chemin menant à l’abbaye de Cercamp.

#### Moyen Âge classique
En 1104, fut fondé prieuré par Jean de Grigny pour quatre religieux. Le prieuré de Ligny fut assez puissant puisqu’il dominait, en 1212, l’église Saint-Hilaire de Frévent. À sa fondation, il est donné au prieuré de Saint-Martin-des-Champs de Paris. La charte du legs est conservée aux archives nationales. Ce don a été confirmé par le pape Pascal II, en 1107. On ne connait pas la raison exacte de ce don mais il semblerait qu’on le doit à l’évêque d’Amiens, Godefroy. Le prieuré de Saint-Martin-des-Champs appartenait à l'Ordre de Cluny, et possédait une centaine d’églises en 1147.
L’église et le prieuré de Ligny-sur-Canche
Les fondations de l’église de Ligny-sur-Canche et de son prieuré datent de 1104. Les édifices se jouxtent mais le prieuré est apparemment un bâtiment indépendant.
L’église Ligny-Prieuré
L’église de Ligny-sur-Canche est d’origine romane. Certains éléments en témoignent, comme des restes de chapiteaux et de corniches décorés ou l’arc en plein cintre.
À la fin du Moyen Âge (fin XVe- début XVIe siècle), l’église connaît une énorme transformation de volume avec l’ajout d’un large bas-côté à quatre travées, supportées par des colonnes en grès. Cette réorganisation de l’espace s’est accompagnée d’un habillage et d’une décoration gothique. On l’observe dans le style flamboyant des fenêtres et des voûtes.
La seconde église de Ligny-sur-Canche
Non loin de la première église Ligny Prieuré, il existait une seconde église dans le village. Elle était établie le long de la Canche à l’endroit où se trouve le calvaire actuellement.
Elle possédait deux appellations : Ligny Canche ou Ligny Rache. Les Rache étaient des princes résidant à Boubers et pourraient être à l’origine de ce dernier nom. Peut-être étaient-ils propriétaires du terrains ou financeurs de l’église ?
Les deux églises ont appartenu à deux diocèses différents, l’une dans le diocèse de Thérouanne, l’autre appartenant à celui d’Amiens. Par ailleurs, cette église aujourd’hui disparue est visible sur les cadastres du VIIe siècle.

#### Bas Moyen Âge
Ligny-sur Canche aux XVe et XVIe siècles
À cette époque, l'histoire du village est guidée par les successions seigneuriales. Et parmi elles, quelques dynasties intéressantes qui font de Ligny-sur-Canche  un village reconnu dans les environs.
David de Brimeu
Au XVe siècle, la famille de Brimeu, un grand lignage de Picardie, acquiert la seigneurie de Ligny-sur-Canche. Cette lignée compte des personnages de premier ordre comme David de Brimeu, seigneur de Ligny-sur-Canche et chevalier de la Toison d’Or.
Né en 1384 à Hesdin, David de Brimeu devient seigneur de Ligny-sur-Canche par achat en 1415. Son lien avec les familles royales et ducales en a fait un personnage d’importance.
Dès 1403, il est mentionné comme échanson à la cour de Bourgogne. L’échanson est l’officier chargé de servir à boire au roi ou à tout autre personne de haut rang. En raison de la crainte permanente d'intrigues et de complots, la charge revenait à une personne en qui le souverain plaçait une confiance totale. En 1405, David de Brimeu exerce la même fonction à la cour de France.

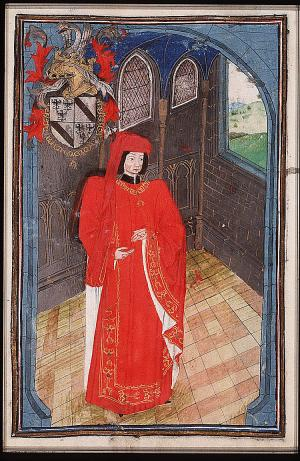
David de Brimeu.

Il fait ensuite une carrière remarquable en tant que chambellan (officier chargé de la chambre du roi) puis conseiller, à la fois aux cours bourguignonne et française. Cette période est troublée par des complots, des assassinats (celui de Jean Sans Peur, duc de Bourgogne, en 1419) entre la couronne de France et les Bourguignons. David de Brimeu a probablement un rôle important, lui qui semble en bonne grâce avec les deux parties. Précisons qu’au cours du XVe siècle, la région est bourguignonne puis espagnole.
Auprès du roi de France, David de Brimeu rempli les fonctions de concierge du palais, capitaine du Louvre et conseiller général pour les impôts de guerre.
Apparemment fidèle à Charles VI (roi de France de 1380 à 1422), il reste uniquement conseiller à la cour de Bourgogne à la mort de ce dernier, en 1422. En 1430, il y est fait chevalier de la Toison d’Or avec son frère Jacques et son neveu Florimont. Ils font partie des trente cinq premiers adoubés.
La Toison d’Or est un ordre de chevalerie très influent, institué en 1430 par le duc de Bourgogne, Philippe le Bon. Philippe le Bon veille au choix des chevaliers dignes de son ordre : " chaque Chevalier sera désigné parmi les meilleurs du royaume, les plus vaillants, et irréprochables dans leur conduite"[réf. nécessaire].
David de Brimeu est gouverneur d’Arras lorsqu’il décède en 1435 (ou 1448 ?). Son tombeau se trouverait dans l’église de Ligny-sur-Canche. Il n’est malheureusement plus visible mais une source signale qu’il l’était au XVIIIe. Cette présence témoigne de l'attachement de David de Brimeu pour cette terre.
Jacques de Vendôme
À la fin du XVe siècle, c’est la famille Bourbon-Vendôme qui acquiert la seigneurie. Les Bourbon-Vendôme, riche famille française ascendante directe d’Henry IV, domine le fief pendant tout le XVe siècle. La branche Bourbon-Vendôme présente à Ligny-sur-Canche est appelée « Bourbon-Ligny » (voir Maison de Bourbon-Ligny).

### Époque moderne
Le seigneur de Ligny-sur-Canche Jacques de Vendôme (naissance inconnue – mort en 1524), à qui l'empereur  Charles Quint aurait donné le fief, est chambellan de François Ier.
C’est par ailleurs sous la domination des Bourbon-Vendôme qu’est installée et gravée, en 1560, la cloche Jacqueline à l’effigie de Philippe II, roi d’Espagne, fils de Charles Quint. Elle est aujourd’hui classée à l’inventaire des monuments historiques.
La famille de Jacques est également gouverneur de Doullens tout comme la famille de Rambures qui lui succédera à Ligny-sur-Canche.
Le village a donc connu de grandes familles même si elles avaient de nombreuses possessions autres.
Cela ne surprend pas quand on observe la position géographique privilégiée du fief, dans le sud du puissant comté de Saint-Pol au bord de la Canche (zone frontalière) et l’importance religieuse, avec le prieuré, qu’a Ligny-sur-Canche.
Représentation dans les Albums de Croÿ
En 1603, l’église et le prieuré de Ligny-sur-Canche sont dessinés dans les Albums de Croÿ.
Charles de Croÿ, prince de plusieurs territoires du Nord de la France, fait représenter ses possessions et les provinces où il a tenu un rôle administratif.
Le duc de Croÿ, chevalier de la Toison d'Or en 1599, ayant eu comme première femme Marie de Brimeu probablement descendante des Brimeu de Ligny-sur Canche, cela pourrait expliquer  pourquoi le petit village a été dessiné.
Ligny-sur-Canche définitivement dans le royaume de France
Victorieux contre la couronne d’Espagne, Louis XIV obtient le comté d’Artois par le traité des Pyrénées de 1659. Ligny-sur-Canche devient alors définitivement français.
En décembre 1731, sont données des lettres patentes, enregistrées le 20 mars 1732, qui réunissent les seigneuries de Fortel-en-Artois et la baronnie de Ligny-sur-Canche à la principauté de Râches et ordonnent qu'à défaut d'enfant mâle de Jean Joseph de Berghes (maison de Berghes-Saint-Winock) et de Marie Josèphe Isabelle de Berghes, son épouse, il y ait substitution pour le titre de prince de Râches, en faveur de la fille qui se trouvera la plus proche, à la charge de celui avec qui elle sera mariée de prendre et porter les armes de Berghes-Râches. Jean Joseph de Berghes est le frère cadet de Philippe Ignace et Marie Joseph Isabelle de Berghes, son épouse est la fille et héritière du défunt Philippe Ignace, (Jean Joseph a donc épousé sa nièce). Les terres de Fortel-en-Artois et de Ligny-sur-Canche ont été acquises par Jean Joseph de Berghes et son épouse par retrait, (retrait lignager), comme lignage de dame Claude de Bourbon-Ligny sa trisaïeule); Fortel-en-Artois est mouvante du roi à cause du château d'Hesdin, Ligny-sur-Canche relève de l'évêque d'Amiens. Ils demandent aussi la substitution masculine, graduelle et perpétuelle portée par leur testament du 18 février 1729, ce qui leur est accordé.

### Époque contemporaine
Ligny-sur-Canche après la Révolution de 1789
La Révolution française met à bas tous les privilèges féodaux. Les seigneurs de Ligny-sur-Canche se retrouvent donc sans terre.
Ligny-sur-Canche en 1790
En 1790 est réalisé un état des lieux des villes et villages du Pas-de-Calais, recueilli dans un livre intitulé Villes et villages du Pas-de-Calais en 1790, soixante questions et leurs réponses.
On y apprend que Ligny-sur-Canche abrite alors 439 habitants et qu’il s’y trouve deux moulins à eau, l’un étant à blé et l’autre à huile.
Il y est également précisé que le village est en procès depuis plusieurs années, avec celui de Boubers qui réclame une partie du marais situé sur le territoire de Ligny-sur-Canche depuis « un temps immémorial ». Cela fait un parallèle avec le XVIIIe siècle, au moment où Ligny-sur-Canche est séparé en deux parties avec ses deux églises : Ligny- Prieuré et Ligny-Rache, de l’autre côté de la Canche.
L’état de l’église, qualifiée de « fort ancienne » y est décrit. Sur l’un des côtés, la charpente et la couverture sont à refaire. Deux devantures d’autel ont disparu ainsi que des livres et des linges. L’ouvrage mentionne aussi que le presbytère a été réparé par la communauté en 1788.
Le prieuré
Le prieuré, bien que toujours actif -sa longévité est d'ailleurs à souligner- est vendu à la Révolution. Pourtant, trois églises sont encore sous sa dépendance (Ligny-sur-Canche, Saint-Hilaire-de-Frévent et Saint-Martin-de-Vis en Picardie). Il devient une ferme appelée aujourd’hui encore « Ferme Nation ».
Une anecdote marquante
Entre 1792 et 1794, la Terreur, qui fut particulièrement sanglante à Frévent, fait naître des inimitiés entre les habitants, divisés entre aristocrates et jacobins.
Au retour d’une ducasse en 1797, un événement ayant probablement marqué les esprits éclate. Les jacobins Louis Révellion, Louis-Joseph Morel, Augustin et Charlemagne Vétu de Frévent assassinent le chouan Eustache Samier lors d'une bagarre. Deux jours plus tard, un groupe de jeunes de Frévent venge Eustache Samier, en s'attaquant à la maison Révellion.
Louis fuit à travers les pâtures et arrive à Ligny-sur-Canche. Il y croise un berger du village, François Garin à qui il demande de ne pas dire qu'il l'a vu. Louis Révellion est caché chez un paysan de Ligny-sur-Canche.
Un an est nécessaire à l’instruction de ces affaires. Les meurtriers d’Eustache Samier ne se présentent pas à leur procès car ils sont en fuite depuis l’assassinat. Finalement aucun des protagonistes des deux affaires n'est inquiété : le juge prononce un non-lieu, peut-être pour calmer les passions.
Le village dans l’administration française
Comme toutes les communes, Ligny-sur-Canche entre dans le moule administratif et républicain français. C’est pourquoi, peu d’informations sortant de l’ordinaire ont été extraites des archives.
Un maire est élu : Jean-Jacques Thélu est le premier maire de Ligny sur-Canche. Il semble que cette famille de laboureur (les plus gros fermiers puisque possédant une charrue) soit une des plus importantes du village jusqu’à la fin du XIXe siècle. Nombre de ces membres y exercent la fonction de maire ou de curé, par exemple.

## Politique et administration

### Découpage territorial
La commune se trouve dans l'arrondissement d'Arras du département du Pas-de-Calais.

#### Commune et intercommunalités
La commune faisait partie de la petite communauté de communes de la région de Frévent, créée fin 1998.
Dans le cadre des dispositions de la loi portant nouvelle organisation territoriale de la République (Loi NOTRe) du 7 août 2015, qui prévoit que les établissements publics de coopération intercommunale (EPCI) à fiscalité propre doivent avoir un minimum de 15 000 habitants, le préfet du Pas-de-Calais a publié le 12 octobre 2015 un projet de schéma départemental de coopération intercommunale qui prévoyait diverses fusion d'intercommunalité.
À l'initiative des intercommunalités concernées, la Commission départementale de coopération intercommunale (CDCI) adopte le 26 février 2016 un amendement à ce projet, proposant la fusion de : 

- la communauté de communes de l'Auxillois, regroupant 16 communes dont une de la Somme et 5 217 habitants ;

- la communauté de communes de la région de Frévent, regroupant 12 communes et 6 567 habitants ;

- de la communauté de communes des Vertes Collines du Saint-Polois, regroupant 58 communes et 19 585 habitants

- de la communauté de communes du Pernois, regroupant 18 communes et 7 114 habitants
Le schéma, intégrant notamment cette évolution, est approuvé par un arrêté préfectoral du 30 mars 2016, et la communauté de communes du Ternois, dont la commune est désormais membre, est créée par un arrêté préfectoral du 30 août 2016 qui a pris effet le 1er janvier 2017.

#### Circonscriptions administratives
La commune faisait partie depuis 1801 du canton d'Auxi-le-Château. Dans le cadre du redécoupage cantonal de 2014 en France, la commune est intégrée au canton de Saint-Pol-sur-Ternoise.

#### Circonscriptions électorales
Pour l'élection des députés, la commune fait partie de la première circonscription du Pas-de-Calais.

### Élections municipales et communautaires

#### Liste des maires
| Période                                  | Période                    | Identité            | Étiquette | Qualité                                                                                           |
| ---------------------------------------- | -------------------------- | ------------------- | --------- | ------------------------------------------------------------------------------------------------- |
| Les données manquantes sont à compléter. |                            |                     |           |                                                                                                   |
| 1856                                     | 1865                       | Désiré Thelu        |           |                                                                                                   |
| 1865                                     | 1876                       | Joseph Thelu        |           |                                                                                                   |
| 1876                                     | 1881                       | Pierre Thelu        |           |                                                                                                   |
| 1881                                     | 1884                       | François Landry     |           |                                                                                                   |
| 1884                                     | 1916                       | Edmond Théret       |           |                                                                                                   |
| 1916                                     | 1919                       | Charles Roussel     |           |                                                                                                   |
| 1919                                     | 1927                       | Edmond Théret       |           |                                                                                                   |
| 1927                                     | 1936                       | Georges Rouse       |           |                                                                                                   |
| 1936                                     | 1943                       | Alfred Théret       |           |                                                                                                   |
| 1943                                     | 1947                       | Théophile Candelier |           |                                                                                                   |
| 1947                                     | 1965                       | Henry Hugot         |           |                                                                                                   |
| 1965                                     | 1983                       | Georges Descamps    |           |                                                                                                   |
| 1983                                     | 1989                       | Gérard Dufosse      |           |                                                                                                   |
| 1989                                     | 1999                       | Jean-Marie Queniard |           |                                                                                                   |
| 1999                                     | 2001                       | Daniel Libessard    |           |                                                                                                   |
| mars 2001                                | En cours (au 25 mars 2022) | Jean-Marie Delmotte |           | Ancienne profession intermédiaire Réélu pour le mandat 2014-2020, Réélu pour le mandat 2020-2026, |

## Équipements et services publics

### Espaces publics
Un arboretum est planté en 2017 sur le site de l'ancien stade situé dans le marais, dans le cadre des travaux induits par la trame verte et bleue financé par Ternois Com, le Pays du Ternois et la Région dans le cadre du Plan Climat, et planté par l'association d'insertion locale environnement service d'Auxi (AILES).
Dix essences d'arbres ont été plantées : aulnes, saules, bouleaux et chênes pédonculés, ainsi que quinze essences de haies d'arbustes : fusains, pruneliers, noisetiers et saules des vanniers encadrent 4 saules taillés en têtard.
La commune est labellisée « 1 fleur » au concours des villes et villages fleuris.

### Enseignement
L'école a fermé, et, en 2016; les enfants sont scolarisés à Boubers ou Frévent. L'ancien bâtiment de l'école sert depuis aux réunions associatives.

## Population et société

### Démographie

#### Évolution démographique
L'évolution du nombre d'habitants est connue à travers les recensements de la population effectués dans la commune depuis 1793. Pour les communes de moins de 10 000 habitants, une enquête de recensement portant sur toute la population est réalisée tous les cinq ans, les populations de référence des années intermédiaires étant quant à elles estimées par interpolation ou extrapolation. Pour la commune, le premier recensement exhaustif entrant dans le cadre du nouveau dispositif a été réalisé en 2007.

En 2022, la commune comptait 188 habitants, en stagnation par rapport à 2016 (Pas-de-Calais : −0,72 %, France hors Mayotte : +2,11 %).
| 1793 | 1800 | 1806 | 1821 | 1831 | 1836 | 1841 | 1846 | 1851 |
| ---- | ---- | ---- | ---- | ---- | ---- | ---- | ---- | ---- |
| 405  | 396  | 408  | 392  | 431  | 406  | 411  | 421  | 429  |

| 1856 | 1861 | 1866 | 1872 | 1876 | 1881 | 1886 | 1891 | 1896 |
| ---- | ---- | ---- | ---- | ---- | ---- | ---- | ---- | ---- |
| 389  | 414  | 390  | 376  | 401  | 377  | 370  | 322  | 326  |

| 1901 | 1906 | 1911 | 1921 | 1926 | 1931 | 1936 | 1946 | 1954 |
| ---- | ---- | ---- | ---- | ---- | ---- | ---- | ---- | ---- |
| 323  | 309  | 289  | 265  | 281  | 241  | 258  | 256  | 228  |

| 1962 | 1968 | 1975 | 1982 | 1990 | 1999 | 2006 | 2007 | 2012 |
| ---- | ---- | ---- | ---- | ---- | ---- | ---- | ---- | ---- |
| 249  | 229  | 219  | 187  | 197  | 205  | 200  | 199  | 187  |

| 2017 | 2022 | - | - | - | - | - | - | - |
| ---- | ---- | - | - | - | - | - | - | - |
| 194  | 188  | - | - | - | - | - | - | - |

#### Pyramide des âges
La population de la commune est relativement âgée.
En 2018, le taux de personnes d'un âge inférieur à 30 ans s'élève à 23,7 %, soit en dessous de la moyenne départementale (36,7 %). À l'inverse, le taux de personnes d'âge supérieur à 60 ans est de 41,7 % la même année, alors qu'il est de 24,9 % au niveau départemental.
En 2018, la commune comptait 96 hommes pour 96 femmes, soit un taux de 50,00 % de femmes, légèrement inférieur au taux départemental (51,50 %).
Les pyramides des âges de la commune et du département s'établissent comme suit.
| Hommes | Classe d’âge | Femmes |
| ------ | ------------ | ------ |
| 1,0    | 90 ou +      | 1,0    |
| 4,1    | 75-89 ans    | 10,3   |
| 36,1   | 60-74 ans    | 30,9   |
| 19,6   | 45-59 ans    | 23,7   |
| 11,3   | 30-44 ans    | 14,4   |
| 13,4   | 15-29 ans    | 11,3   |
| 14,4   | 0-14 ans     | 8,2    |

| Hommes | Classe d’âge | Femmes |
| ------ | ------------ | ------ |
| 0,5    | 90 ou +      | 1,6    |
| 5,6    | 75-89 ans    | 8,9    |
| 16,7   | 60-74 ans    | 18,1   |
| 20,2   | 45-59 ans    | 19,2   |
| 18,9   | 30-44 ans    | 18,1   |
| 18,2   | 15-29 ans    | 16,2   |
| 19,9   | 0-14 ans     | 17,9   |

## Culture locale et patrimoine

### Lieux et monuments

#### Site classé
Un site classé ou inscrit est un espace (naturel, artistique, historique…) profitant d'une conservation en l'état (entretien, restauration, mise en valeur...) ainsi que d'une préservation de toutes atteintes graves (destruction, altération, banalisation...) en raison de son caractère remarquable au plan paysager. Un tel site justifie un suivi qualitatif, notamment effectué via une autorisation préalable pour tous travaux susceptibles de modifier l'état ou l'apparence du territoire protégé.
Dans ce cadre, la commune présente un site classé par arrêté du 19 août 1957 : la Hétraye de Berny au lieu dit la Falaise sur le territoire de la commune limitrophe de Frévent.

#### monuments
- L'église Saint-Modeste, qui comprend des parties du XIIe siècle et un chœur du XVIIIe siècle et a connu plusieurs remaniements qui en font un mélange de styles roman, gothique et néo-classique. Elle a bénéficié de travaux d'urgence en 2005 qui se poursuivent[25].
- Le monument aux morts, surmonté d'une croix latine[54].
- La chapelle Montaiguë, du XVe siècle, située à la sortie du village en direction de Nuncq-hautecôte : la chapelle accueillait un pèlerinage destiné aux enfants qui ne savaient pas ou plus marcher. Ils prenaient appui sur des bancs, posés à l’intérieur, de chaque côté et ils remarchaient. Pendant longtemps, des neuvaines y étaient organisées. Quelque peu «érodée» par le temps, la chapelle a été rénovée[25].

### Personnalités liées à la commune
- Maison de Bourbon-Ligny

### Héraldique
|  | Les armes de la ville se blasonnent ainsi : écartelé au 1) et 4) d’argent aux trois aigles de gueules, armées et lampassées d’azur, au 2) et 3) d’argent à la bande de gueules Il s'agit des armes de la famille de Brimeu écartelées avec celles de Bailleul (en Picardie). En 1435, un procès contre son neveu Florimond III de Brimeu, qui portait légitimement les armes pleines, interdit à David de Brimeu (av. 1384 † 1448), seigneur de Ligny-sur-Canche, de porter les pleines armes de Brimeu. |

## Pour approfondir

#### Bases de données, dictionnaires et encyclopédies
- Ressources relatives à la géographie :   - Insee (communes)
  - Ldh/EHESS/Cassini
- Ressource relative à plusieurs domaines :   - Annuaire du service public français
- Notices d'autorité :   - BnF (données)

#### Autres liens externes
- Dossier de la commune sur le site de l'Insee[Note 7], [lire en ligne]
- La commune sur le site des archives départementales du Pas-de-Calais, [lire en ligne]
- La commune sur Remonter le temps, sur le site de l’IGN, [lire en ligne][Note 8]
- « La commune » sur Géoportail.